# ORCID
ORCID (Open Researcher and Contributor ID) är ett internationellt, öppet register med identifierare för författare av vetenskapliga publikationer.
Registret, som sjösattes i oktober 2012, är tänkt att underlätta identifiering av vilka författare som står bakom vilka publikationer, något som ibland är svårt att avgöra då många har samma eller liknande personnamn, och det händer att man byter namn.
ORCID är en icke vinstdrivande organisation och registret är fritt tillgängligt. Det är fritt för författare att själv skapa sig en identifierare, ett "ORCID iD", och tjänsten är avgiftsfri. Varje registrerad författare får ett unikt, 16-siffrigt ORCID iD, som till exempel "0000-0002-1825-0097", och anger vilka publikationer som hör till den egna produktionen. Även utbildning liksom vid vilken institution man är och har varit verksam kan anges, liksom en kort text om man vill. Författaren väljer själv hur mycket som ska synas för andra på den till identifieraren knutna webbsidan. För ovanstående exempel blir adressen till identifierarens webbsida: "http://orcid.org/0000-0002-1825-0097".